# ロシア国立歴史博物館
ロシア国立歴史博物館（ロシアこくりつれきしはくぶつかん、露: Государственный исторический музей）は、ロシア・モスクワの赤の広場とマネージュ広場にはさんで存在する国立歴史博物館。